# Pseudagrion gigas
Pseudagrion gigas är en trollsländeart som beskrevs av Schmidt in Ris 1936. Pseudagrion gigas ingår i släktet Pseudagrion och familjen dammflicksländor. IUCN kategoriserar arten globalt som livskraftig. Inga underarter finns listade i Catalogue of Life.